# الكاراتيه في دورة ألعاب غرب آسيا 2002
أقيمت رياضة الكاراتيه في دورة ألعاب غرب آسيا 2002 في قاعة الاتحاد، مدينة الكويت، الكويت.

## الحائزون على الميداليات

### كاتا
| الألعاب | الذهبية            | الفضية               | البرونزية             |
| ------- | ------------------ | -------------------- | --------------------- |
| فردي    | محسن أشرفي · إيران | علاء الحواج · الكويت | فهد اليوسف · الكويت   |
| فردي    | محسن أشرفي · إيران | علاء الحواج · الكويت | عبد العزيز دلال · قطر |
| الفرق   | الكويت             | إيران                | سوريا                 |
| الفرق   | الكويت             | إيران                | قطر                   |

### كوميتيه
| الحدث         | الذهبية                | الفضية                                 | البرونزية                                       |
| ------------- | ---------------------- | -------------------------------------- | ----------------------------------------------- |
| −55 كغم       | بدر العتيبي · الكويت   | خالد سليمان · الإمارات العربية المتحدة | عبد الله دلال · قطر                             |
| −55 كغم       | بدر العتيبي · الكويت   | خالد سليمان · الإمارات العربية المتحدة | حمد المذكوري · الكويت                           |
| −60 كغم       | حسين روحاني · إيران    | عبد الله العتيبي · الكويت              | سالم المرزوق · الأردن                           |
| −60 كغم       | حسين روحاني · إيران    | عبد الله العتيبي · الكويت              | أحمد حسب الله · سوريا                           |
| −65 كغم       | نايف المطوع · الكويت   | ناصر العجمي · الكويت                   | فخر الدين عبد المجيد · الإمارات العربية المتحدة |
| −65 كغم       | نايف المطوع · الكويت   | ناصر العجمي · الكويت                   | بسام عيد · البحرين                              |
| −70 كغم       | صلاح الحربي · الكويت   | فلاح حمية · لبنان                      | عليرضا كتيرائي · إيران                          |
| −70 كغم       | صلاح الحربي · الكويت   | فلاح حمية · لبنان                      | عمار السبسبي · سوريا                            |
| −75 كغم       | جاسم فيشكاوي · إيران   | أحمد منير · الكويت                     | علي الدوسري · الكويت                            |
| −75 كغم       | جاسم فيشكاوي · إيران   | أحمد منير · الكويت                     | محمد حيدر · لبنان                               |
| −80 كغم       | أحمد بلال · الكويت     | محمد الربيان · الكويت                  | علي شاطرزاده · إيران                            |
| −80 كغم       | أحمد بلال · الكويت     | محمد الربيان · الكويت                  | نور الدين الآه · سوريا                          |
| +80 كغم       | جابر الحمود · الكويت   | ناصر خاجه حسيني · إيران                | سهيل سلمان · سوريا                              |
| +80 كغم       | جابر الحمود · الكويت   | ناصر خاجه حسيني · إيران                | أيوب العسكري · الإمارات العربية المتحدة         |
| الوزن المفتوح | عليرضا كتيرائي · إيران | جاسم فيشكاوي · إيران                   | نورس الحاموي · سوريا                            |
| الوزن المفتوح | عليرضا كتيرائي · إيران | جاسم فيشكاوي · إيران                   | خالد فلاتة · السعودية                           |
| الفريق        | الكويت                 | سوريا                                  | إيران                                           |
| الفريق        | الكويت                 | سوريا                                  | قطر                                             |

## جدول الميداليات
*   البلد المضيف (مضيف)
| المرتبة | فريق                           | ذهبية | فضية | برونزية | المجموع |
| ------- | ------------------------------ | ----- | ---- | ------- | ------- |
| 1       | الكويت (KUW)                   | 7     | 5    | 3       | 15      |
| 2       | إيران (IRI)                    | 4     | 3    | 3       | 10      |
| 3       | سوريا (SYR)                    | 0     | 1    | 6       | 7       |
| 4       | الإمارات العربية المتحدة (UAE) | 0     | 1    | 2       | 3       |
| 5       | لبنان (LIB)                    | 0     | 1    | 1       | 2       |
| 6       | قطر (QAT)                      | 0     | 0    | 4       | 4       |
| 7       | الأردن (JOR)                   | 0     | 0    | 1       | 1       |
| 7       | البحرين (BRN)                  | 0     | 0    | 1       | 1       |
| 7       | السعودية (KSA)                 | 0     | 0    | 1       | 1       |
| المجموع | المجموع                        | 11    | 11   | 22      | 44      |

## روابط خارجية
- المجلس الأولمبي الآسيوي - دورة ألعاب غرب آسيا 2002